# Atlant Moskovskaja oblast
Atlant Moskovskaja oblast (ruski: Атлант Московская область) je ruski profesinalni klub u hokeju na ledu.
Klub je utemeljen 1953. godine. Do 2. travnja 2008. nosio je ime Himik Moskovskaja oblast (Химик).
Svoje utakmice igra u dvorani Mytišči, kapaciteta 9 tisuća gledatelja.

## Trofeji
- osvojena ruska prvenstva: 0
- osvojena sovjetska prvenstva: 0

- osvojeni ruski kupovi: 0
- osvojeni sovjetski kupovi: 0

## Povijest
Klub je utemeljen 1953. godine. Ime je dobio po kemijskim tvrtkama ("himik" znači "kemičar"). U početku je igrao u gradu Voskresensku, a u sezoni 2005/06. se preselio u Mytišča.

## Vanjske poveznice
- Službene stranice  Arhivirana inačica izvorne stranice od 5. svibnja 2007. (Wayback Machine)